# Grive dorée
Zoothera aurea
Espèce
Statut de conservation UICN

 LC  : Préoccupation mineure
La Grive dorée (Zoothera aurea) est une espèce d'oiseaux de la famille des Turdidae. Autrefois cette appellation désignait Zoothera dauma, la Grive dama.

## Description
La Grive dorée mesure 27 cm de long pour une envergure variant de 44 à 47,5 cm. Elle pèse entre 100 et 195 g.